# Caballero andante
En la Edad Media, un caballero andante era una unidad guerrera que formaba parte de la hueste (fuerza militar) de un señor feudal o de un rey. La hueste se componía a su vez de mesnadas que en batalla formaban en haces (escuadrones o unidades tácticas paradas y cerradas de combate que avanzan a pie). Con motivo de las Cruzadas se crearon las órdenes militares, formadas por caballeros que se comprometían a votos monásticos, como la orden templaria o la orden hospitalaria. En los distintos reinos se fueron creando otras órdenes, como las órdenes militares españolas. Los rituales de iniciación incluían elementos luego incorporados al imaginario de la caballería andante, como el velar las armas (pasar una noche en oración ante las armas) y ser armado caballero (en una ceremonia propia del homenaje e investidura de las relaciones feudo-vasalláticas). 
La orden de caballería era pues cada una de las instituciones formadas por caballeros organizados jerárquicamente como vasallos de un señor y que respetaban un código de honor. Se suponía que un caballero andante debía ser un miembro de una de estas órdenes que, por orden de su señor o por obligación moral (por ejemplo, por imposición de una promesa a su dama), viajaba grandes distancias, ya sea persiguiendo un objetivo concreto o no, aceptando o provocando desafíos, resolviendo entuertos (injusticias) y protegiendo a los desfavorecidos (doncellas, viudas y huérfanos). Estos hechos (hazañas) hacían ganar al caballero una gran fama (paralelo al concepto de honra u honor, popularidad y prestigio, objetivos principales de la época, que equivalía a una vida más allá de la muerte -véase por ejemplo su formulación en las Coplas a la muerte de su padre de Jorge Manrique-), muchas veces exagerando sus proezas. La épica de los cantares de gesta, la lírica del amor cortés de los trovadores provenzales y la adaptación de leyendas como el ciclo artúrico fueron fijando a lo largo de la Edad Media el modelo ideal de caballero en la literatura y en el imaginario colectivo, convirtiéndolo en un arquetipo más que en un agente social real.
Para decirlo con otras palabras, la caballería andante como tema literario es anterior a cualquier manifestación de la caballería andante en la práctica.
Hoy en día, la constancia de tales caballeros es prácticamente de carácter mítico y forma parte del folclore de Europa. El ejemplo más claro se encuentra en la leyenda del Rey Arturo y sus caballeros de la Mesa Redonda, donde en diversas ocasiones los caballeros al mando del rey posponen sus obligaciones no inmediatas para servir al pueblo. No obstante, todavía se denomina caballeresco al comportamiento cortés y galante de los caballeros (varones) hacia las damas (mujeres); o a las actitudes desinteresadas o que respetan un código de honor, sobre todo cuando se mantienen contra el propio bienestar, interés o seguridad. Un comportamiento extremado en ese sentido llegaría a calificarse de heroísmo.

## El caballero andante según don Quijote

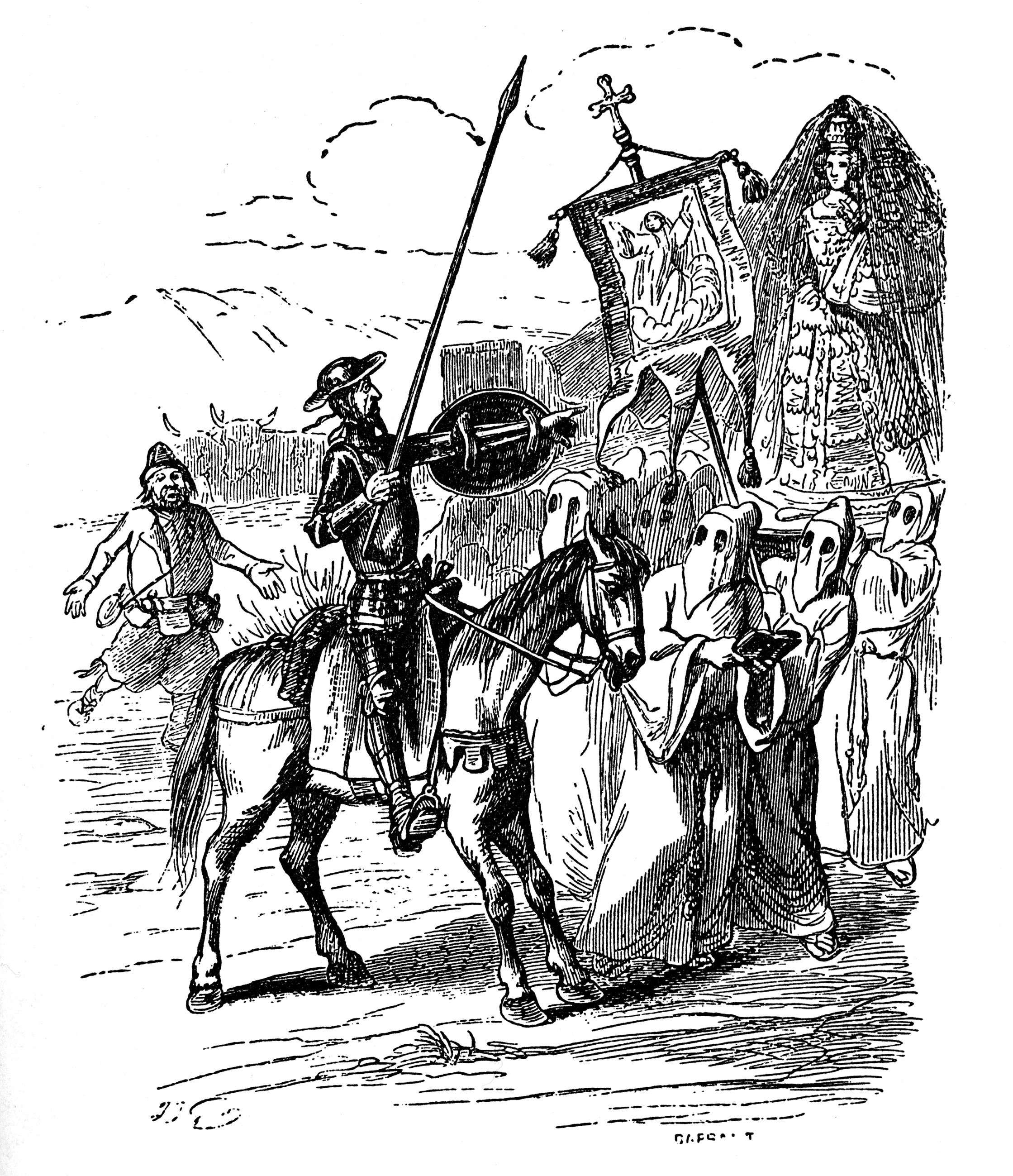
El
caballero andante Don Quijote de la Mancha. La Procesión de disciplinantes (I:52).

Don Quijote nos ofrece en el capítulo XIII de la primera parte de El ingenioso hidalgo don Quijote de la Mancha una concisa historia y explicación de en qué consiste el oficio de caballero andante, según sus nociones, no siempre correctas.

''–¿No han vuestras mercedes leído –respondió don Quijote– los anales e historias de Inglaterra, donde se tratan las famosas hazañas del rey Arturo, que continuamente en nuestro romance castellano llamamos el rey Artús, de quien es tradición antigua y común en todo aquel reino de la Gran Bretaña que este rey no murió, sino que, por arte de encantamento, se convirtió en cuervo, y que, andando los tiempos, ha de volver a reinar y a cobrar su reino y cetro; a cuya causa no se probará que desde aquel tiempo a éste haya ningún inglés muerto cuervo alguno? Pues en tiempo de este buen rey fue instituida aquella famosa orden de caballería de los caballeros de la Mesa Redonda, y pasaron, sin faltar un punto, los amores que allí se cuentan de don Lanzarote del Lago con la reina Ginebra, siendo medianera dellos y sabidora aquella tan honrada dueña Quintañona, de donde nació aquel tan sabido romance, y tan decantado en nuestra España, de:

Nunca fuera caballero
de damas tan bien servido
como fuera Lanzarote
cuando de Bretaña vino;

Con aquel progreso tan dulce y tan suave de sus amorosos y fuertes fechos. Pues desde entonces, de mano en mano, fue aquella orden de caballería estendiéndose y dilatándose por muchas y diversas partes del mundo; y en ella fueron famosos y conocidos por sus fechos el valiente Amadís de Gaula, con todos sus hijos y nietos, hasta la quinta generación, y el valeroso Felixmarte de Hircania, y el nunca como se debe alabado Tirante el Blanco, y casi que en nuestros días vimos y comunicamos y oímos al invencible y valeroso caballero don Belianís de Grecia. Esto, pues, señores, es ser caballero andante, y la que he dicho es la orden de su caballería; en la cual, como otra vez he dicho, yo, aunque pecador, he hecho profesión, y lo mesmo que profesaron los caballeros referidos profeso yo. Y así, me voy por estas soledades y despoblados buscando las aventuras, con ánimo deliberado de ofrecer mi brazo y mi persona a la más peligrosa que la suerte me deparare, en ayuda de los flacos y menesterosos
".

Los libros de caballerías [...] son unas narraciones en prosa, por lo común de gran extensión, que relatan las aventuras de un hombre extraordinario, el caballero andante, quien vaga por el mundo luchando contra toda suerte de personas o monstruos, contra seres normales o mágicos, por unas tierras las más de las veces exóticas y fabulosas, o que al mando de poderosos ejércitos y escuadras derrota y vence a innúmeras fuerzas de paganos o de naciones extrañas. Es el caballero andante de los libros un ser de fuerza considerable, muchas veces portentosa e inverosímil, habilísimo en el manejo de las armas, incansable en la lucha y siempre dispuesto a acometer las empresas más peligrosas. Por lo común lucha contra el mal- opresores de humildes, traïdores, ladrones, déspotas, infieles, paganos, gigantes, dragones-, pero el afán por la acción, por la “aventura”, es para él una especie de necesidad vital [...]. El constante luchar del caballero supone una serie ininterrumpida de sacrificios, trabajos y esfuerzos que son ofrecidos a una dama, con la finalidad de conseguir, conservar o acrecentar su amor.
Martín de Riquer, Prólogo a Don Quijote de la Mancha (Barcelona, 1980)